# Cerro Gordo (Aguada)
Cerro Gordo es un barrio ubicado en el municipio de Aguada en el estado libre asociado de Puerto Rico. En el Censo de 2020 tenía una población de 2511 habitantes y una densidad poblacional de 379,69 personas por km².

## Geografía
Cerro Gordo se encuentra ubicado en las coordenadas 18°19′54″N 67°8′38″O / 18.33167, -67.14389. Según la Oficina del Censo de los Estados Unidos, Cerro Gordo tiene una superficie total de 7.95 km², que corresponden a tierra firme.

## Demografía
Según el censo de 2010, había 3018 personas residiendo en Cerro Gordo. La densidad de población era de 379,69 hab./km². De los 2511 habitantes, Cerro Gordo estaba compuesto por el 88.9% blancos, el 3.25% eran afroamericanos, el 0.36% eran amerindios, el 5.93% eran de otras razas y el 1.56% pertenecían a dos o más razas. Del total de la población el 98.74% eran hispanos o latinos de cualquier raza.